# Poiana (okręg Jassy)
Poiana – wieś w Rumunii, w okręgu Jassy, w gminie Deleni. W 2011 roku liczyła 1136 mieszkańców.